# Kariba (Zimbabwe)
Kariba è un centro abitato dello Zimbabwe, situato nella Provincia del Mashonaland Occidentale.